# Giovanni Mingazzini

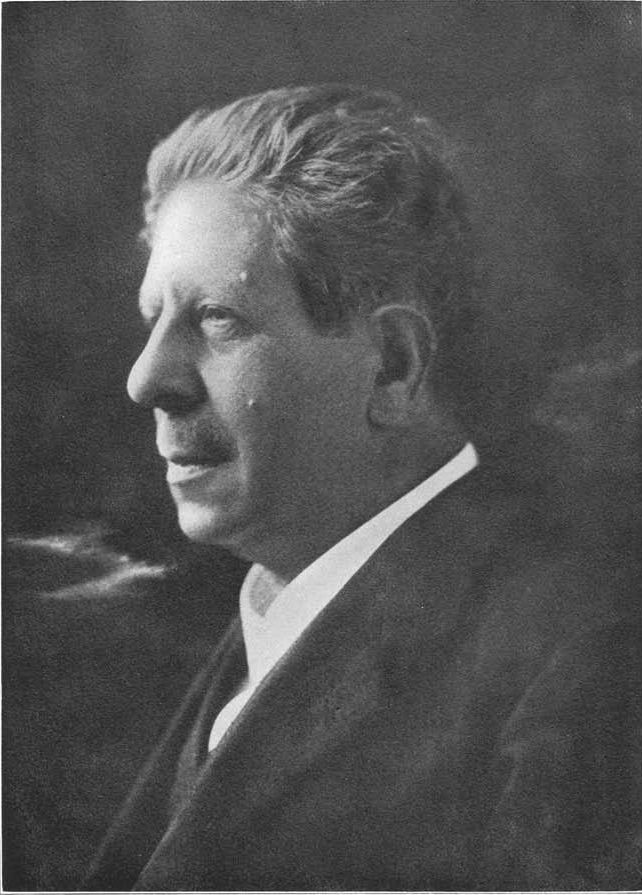
Giovanni Mingazzini

Giovanni Mingazzini (ur. 15 lutego 1859 w Ankonie, zm. 3 grudnia 1929 w Rzymie) – włoski lekarz neuropatolog, neuroanatom i psychiatra. 

## Życiorys
Studiował medycynę w Rzymie, po studiach pracował w Instituto di Fisiologica u Jacoba Molesschotta; w 1883 roku został asystentem von Guddena w Monachium, i prowadził badania neuroanatomiczne. Później uczył się u Oppenheima w Berlinie. Od 1891 roku dyrektor laboratorium anatomopatologicznego w Rzymie, w 1895 roku profesor nadzwyczajny neuropatologii. Od 1905 roku dyrektor zakładu dla psychicznie chorych Maria della Pietá w Rzymie. W 1921 roku profesor nadzwyczajny psychiatrii. Zmarł na zawał serca 3 grudnia 1929. 

## Dorobek naukowy
Prace anatomiczne Mingazziniego koncentrowały się na funkcji jądra soczewkowatego i jego połączeń z zakrętem dolnym czołowym. 